# Veldkapel

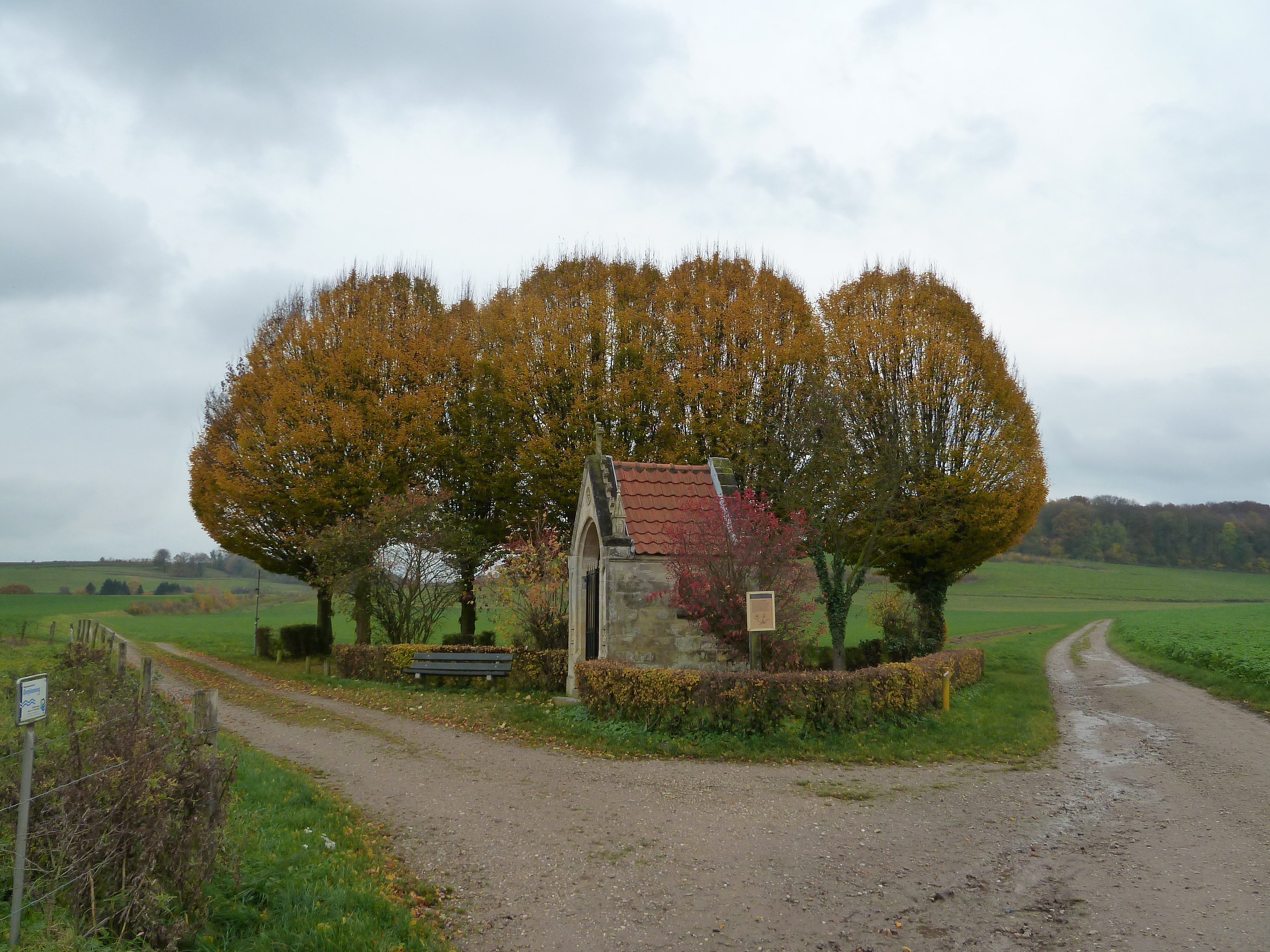
Veldkapel de Sint-Jansboskapel op kruising van veldwegen bij Oud-Valkenburg

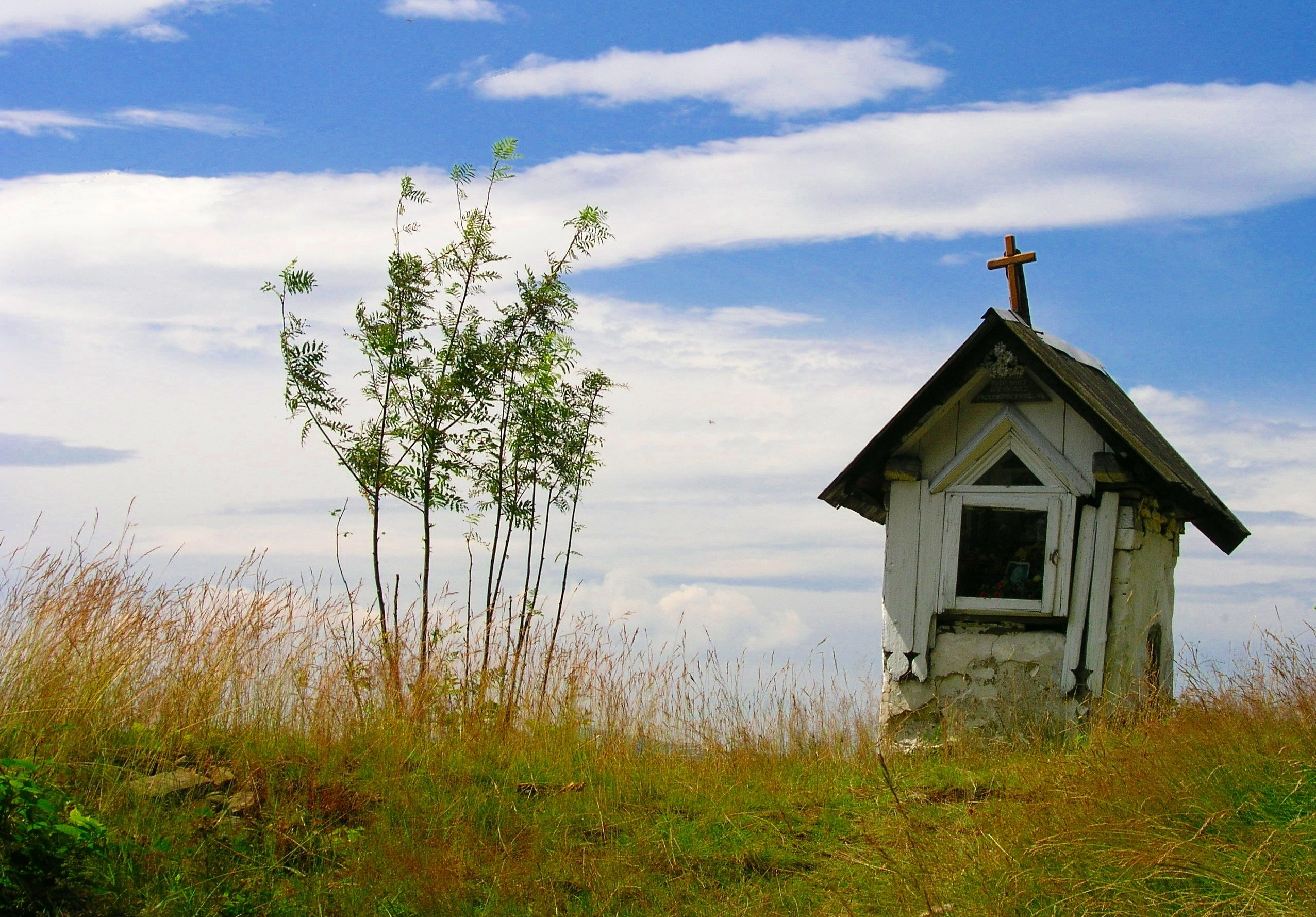
Vervallen kapelletje in Brenna, Polen

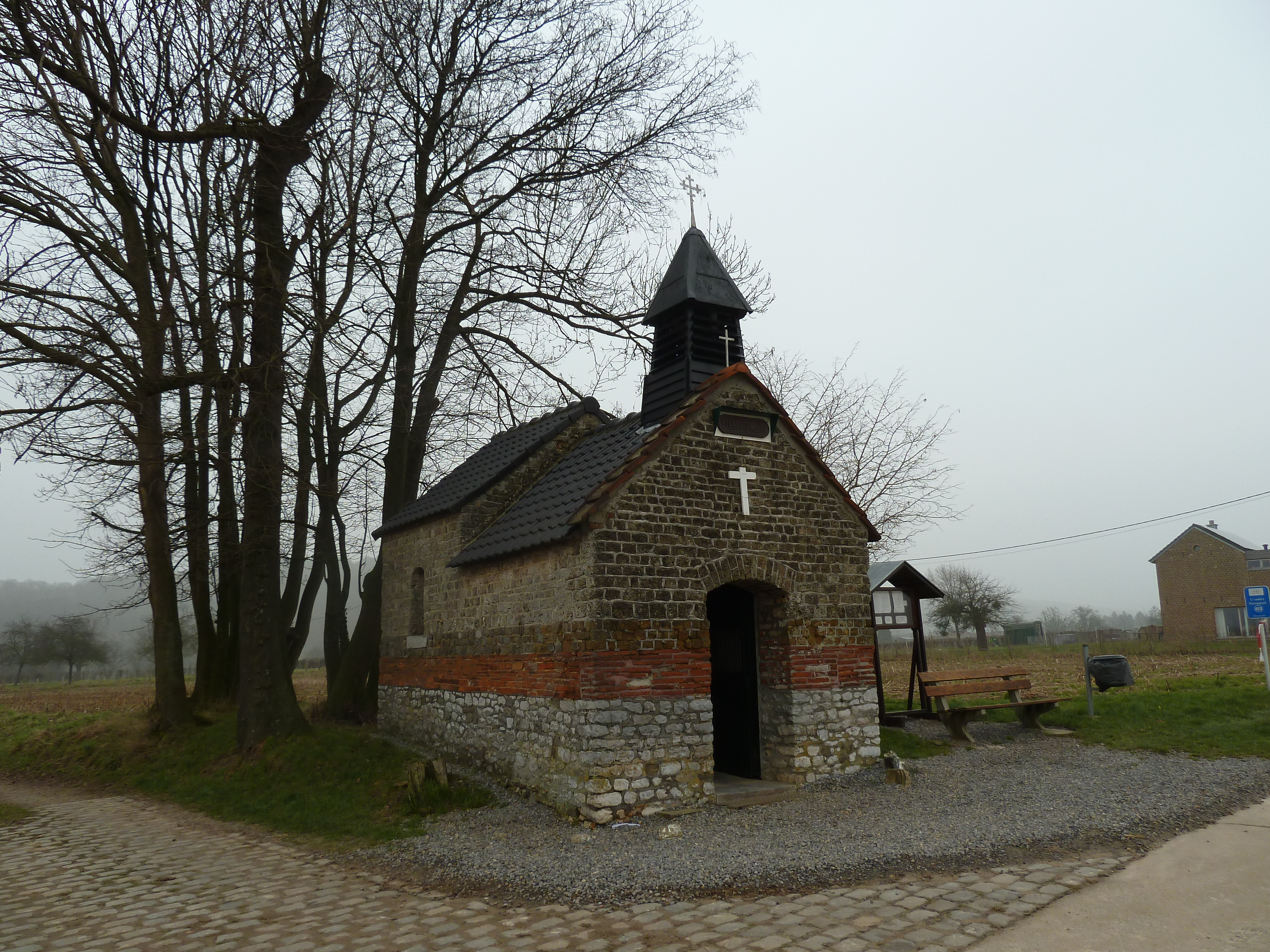
De Steenboskapel in 's-Gravenvoeren is gebouwd met Romeinse spolia

Een veldkapel, ook wel aangeduid als wegkapel, kapelletje of heilig huisje, is een bouwwerk bedoeld om te dienen als bescherming van een beeld dat een heilige voorstelt, als kleine kapel of ander heiligdom in een (eertijds) landelijke omgeving. Doel is om voorbijgangers de mogelijkheid te bieden voor een kort moment van gebed of aandacht. Hoewel een veldkapel soms de vorm heeft van een kerk, is het geen volwaardig kerkgebouw waar erediensten gehouden worden. Een wat grotere (veld)kapel, die wel ruimte biedt om een mis of dienst op te dragen, wordt soms oratorium genoemd. Veldkapellen zijn een zichtbare uiting van een in het betreffende gebied aangehangen of voorkomende religie en ze vertegenwoordigen vooral bij de verspreiding en instandhouding van de Rooms-katholieke geloofsleer en -beleving een grote waarde.

## Algemeen
Veldkapellen vindt men in België en Nederland vooral in overwegend rooms-katholieke streken, vroeger met name in sterk agrarische gebieden. In Duitsland en Oostenrijk staan ze ook vaak midden in een dorp of stad. Een van de oudste nog bestaande veldkapellen is de 12e-eeuwse Sint-Gabriëlkapel nabij de stad Tarascon in de Franse Provence.
Een veldkapel is meestal gewijd aan Maria, een heilige of een bepaalde plaatselijke devotie, zoals Sint-Antonius of Onze-Lieve-Vrouw van Altijddurende Bijstand. Vaak wordt een veldkapel onderhouden door buurtbewoners, die de kapel schoonhouden en van bloemen voorzien. Soms hebben schutterijen of andere verenigingen een eigen veldkapel, die gewijd is aan de beschermheilige van de vereniging. Daarnaast kunnen veldkapellen een functie vervullen bij bedevaarten en processies.
Bij veldkapellen wordt onderscheid gemaakt tussen betreedbare kapellen (Engels: chapel of oratory) en niet-betreedbare kapellen (Engels: shrine; Duits: Bildstock). De wat grotere veldkapellen zijn meestal betreedbaar, hebben meerdere banken, een altaar en een afsluitbare deur.

## Betreedbare veldkapellen
Het interieur van een betreedbare veldkapel is vaak versierd met religieuze schilderingen, glas-in-loodramen en beeldhouwwerk. Soms hangen er ex votos aan de muren, waarmee gelovigen hun dankbaarheid voor verhoorde gebeden tonen. Meestal bevat een veldkapel een klein altaar, waarop een crucifix, een Mariabeeld of beelden van andere heiligen zijn opgesteld. Soms ligt er een intentieboek of bidprentjes. In sommige kapellen zijn een offerblok en een kaarsenrek aanwezig, waarin devotiekaarsen geplaatst kunnen worden. In grotere kapellen kan ook ander meubilair aanwezig zijn, zoals bidstoelen of kerkbanken. Overigens zijn de meeste betreedbare veldkapellen tegenwoordig afgesloten om vandalisme te voorkomen.

### Nederland en België

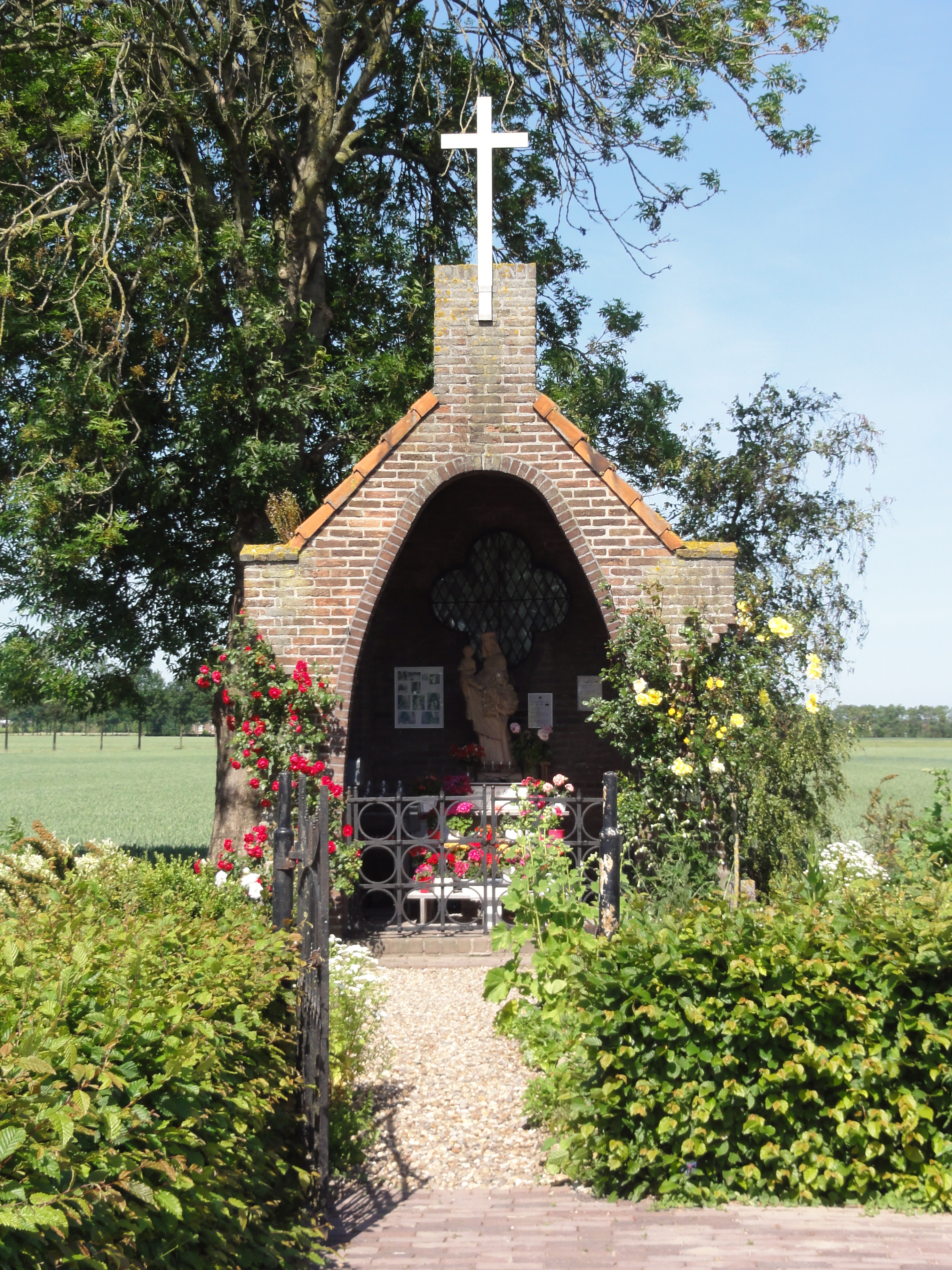
Bemmel, Gelderland
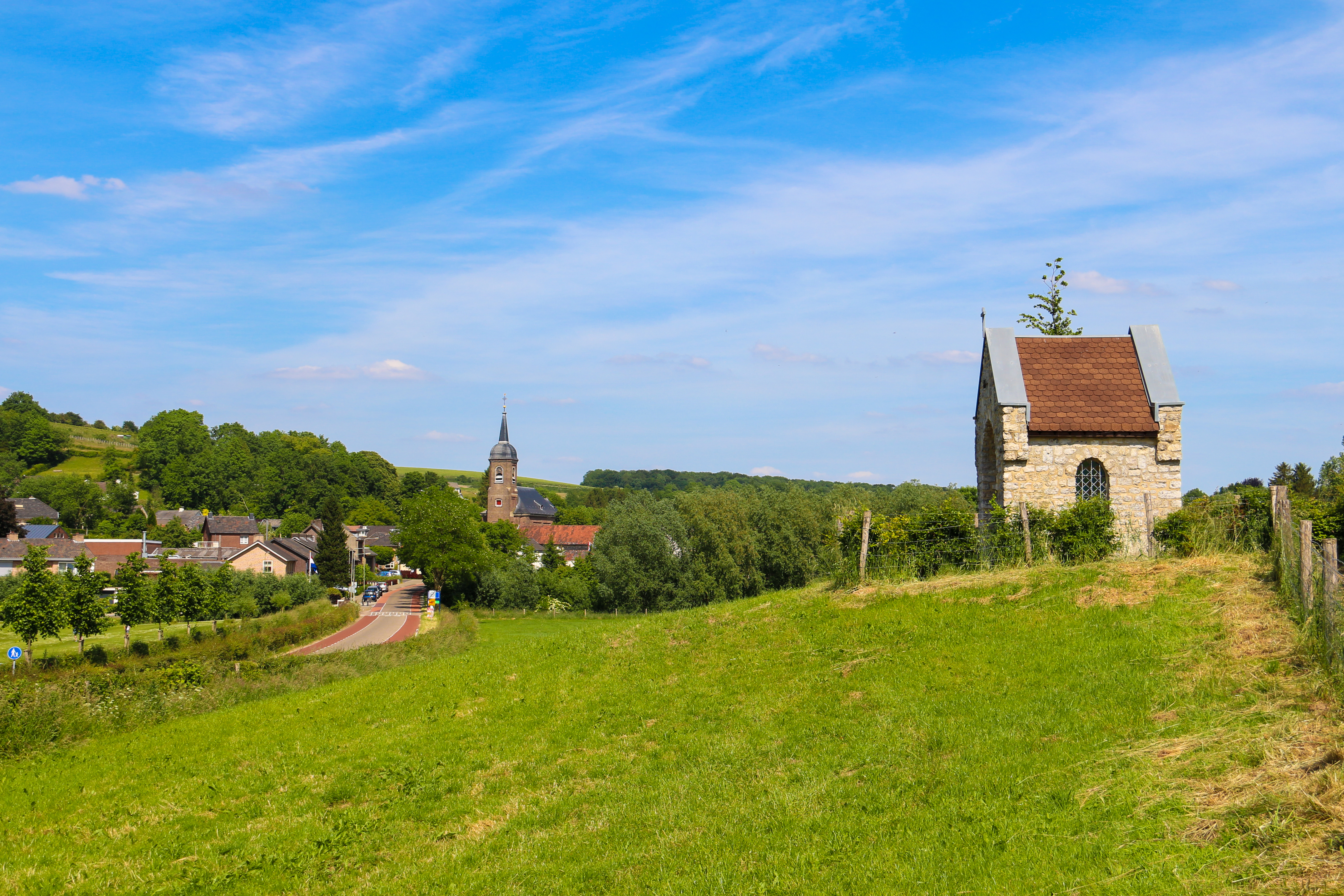
Eys, Limburg (NL)
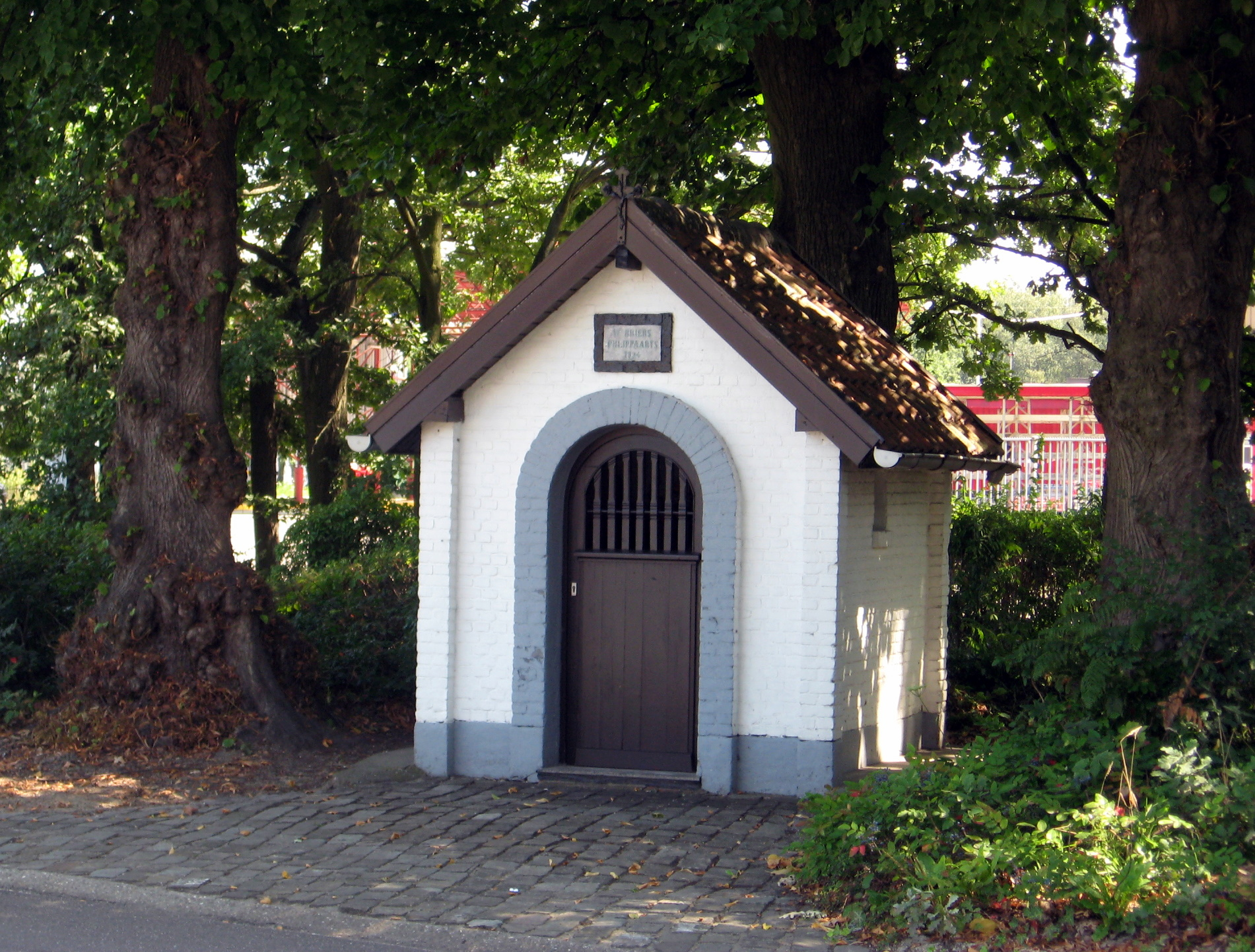
Hasselt, Limburg (B)
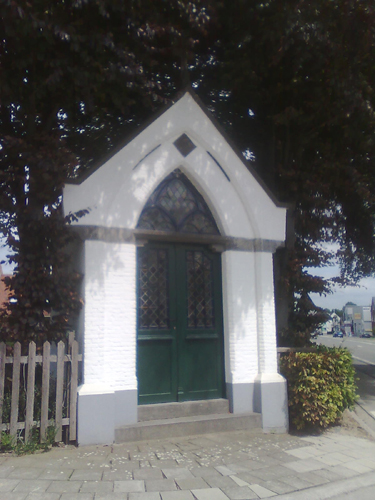
Burst, Oost-Vlaanderen

### Elders

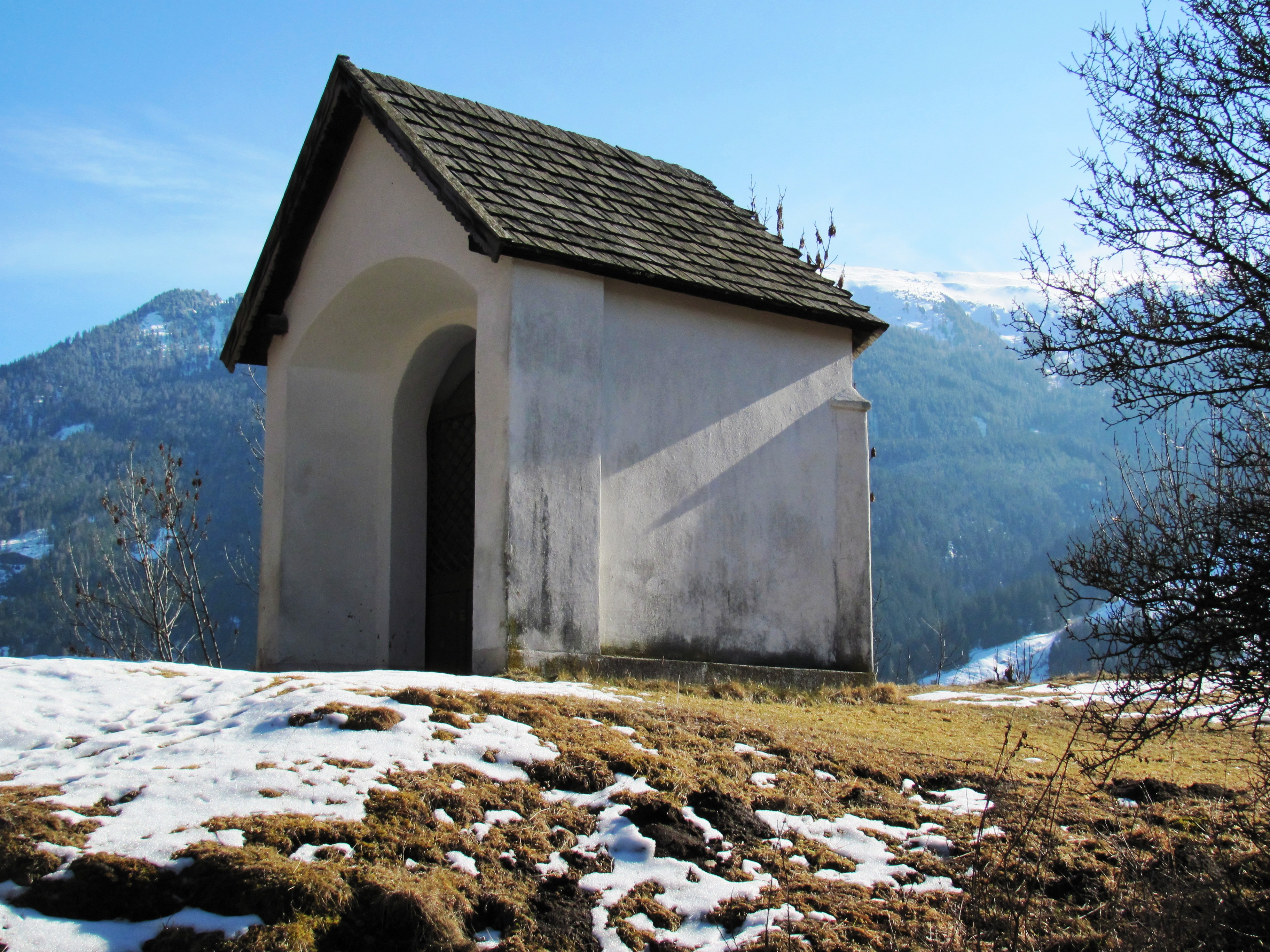
Fließ, Tirol
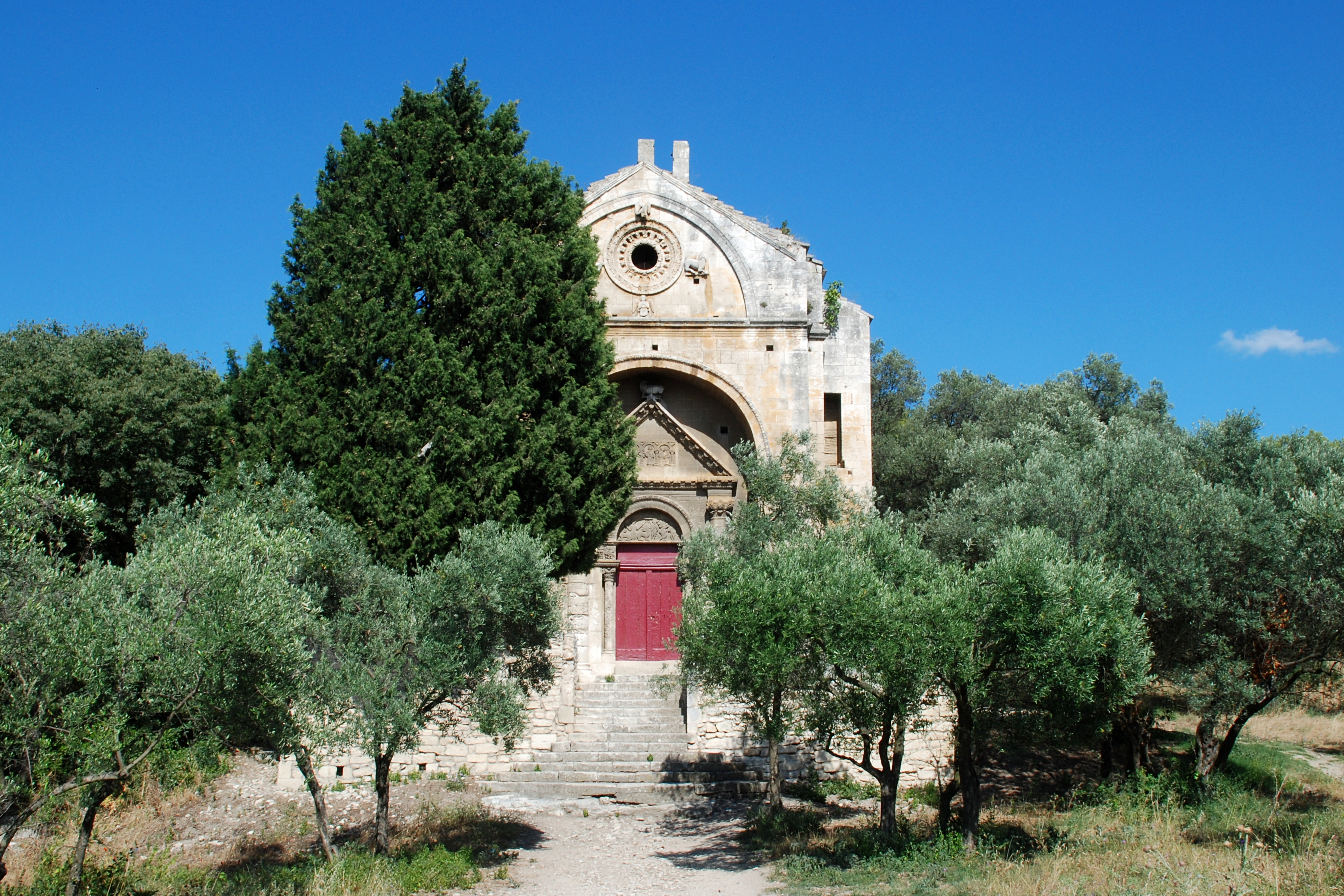
Tarascon, Provence
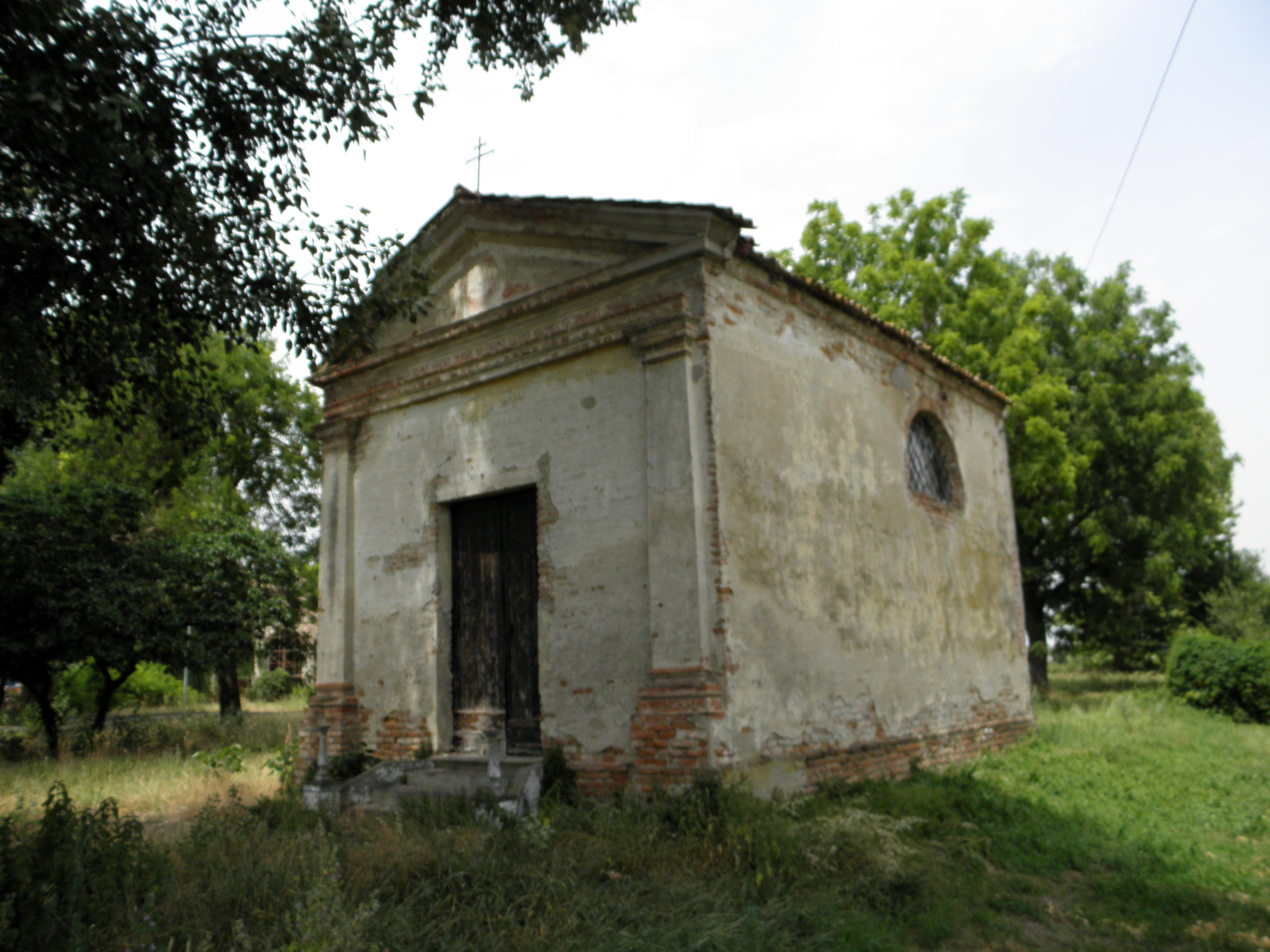
Pozzonovo, Noord-Italië
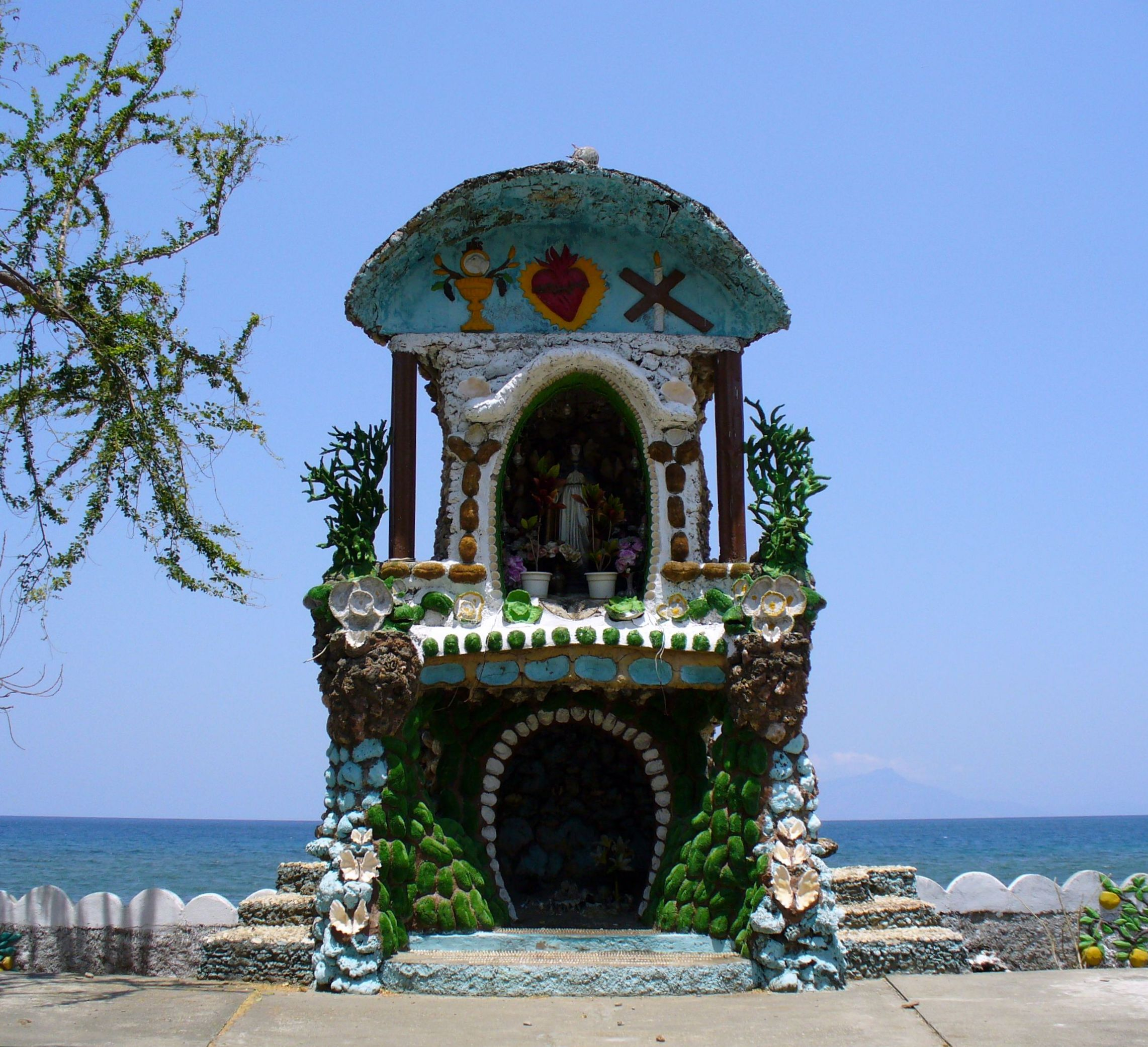
Dili, Oost-Timor

## Niet-betreedbare veldkapellen
Niet-betreedbare veldkapelletjes zijn dusdanig klein of ondiep dat ze niet betreden kunnen worden. Meestal zijn het vrijstaande mini-kapelletjes met een nis waarin een beeldje staat. Pijlerkapellen zijn op een zuil of gemetselde verhoging geplaatst met daarboven een nis met een heiligenbeeld. Een staakkapel bestaat uit een kastje dat geplaatst is op een staak met daarin een beeld van een heilige. Een andere vorm van niet-betreedbare kapelletjes zijn de zogenoemde gevelkapellen, die met name in Italië veel voorkomen. Meestal staat het madonna- of heiligenbeeldje in een nis van een muur, soms is een kastje bevestigd aan de muur; soms is het kapelletje niet veel meer dan een afdak boven een beeld. Niet-betreedbare veldkapellen zijn vaak door een familie, parochie of organisatie uit dankbaarheid opgericht (zie: dankkapel). In sommige gevallen is een dergelijk heiligdom opgericht op een plaats waar een gebedsverhoring heeft plaatsgevonden of een andere indringende gebeurtenis heeft plaatsgevonden.

### Nederland en België

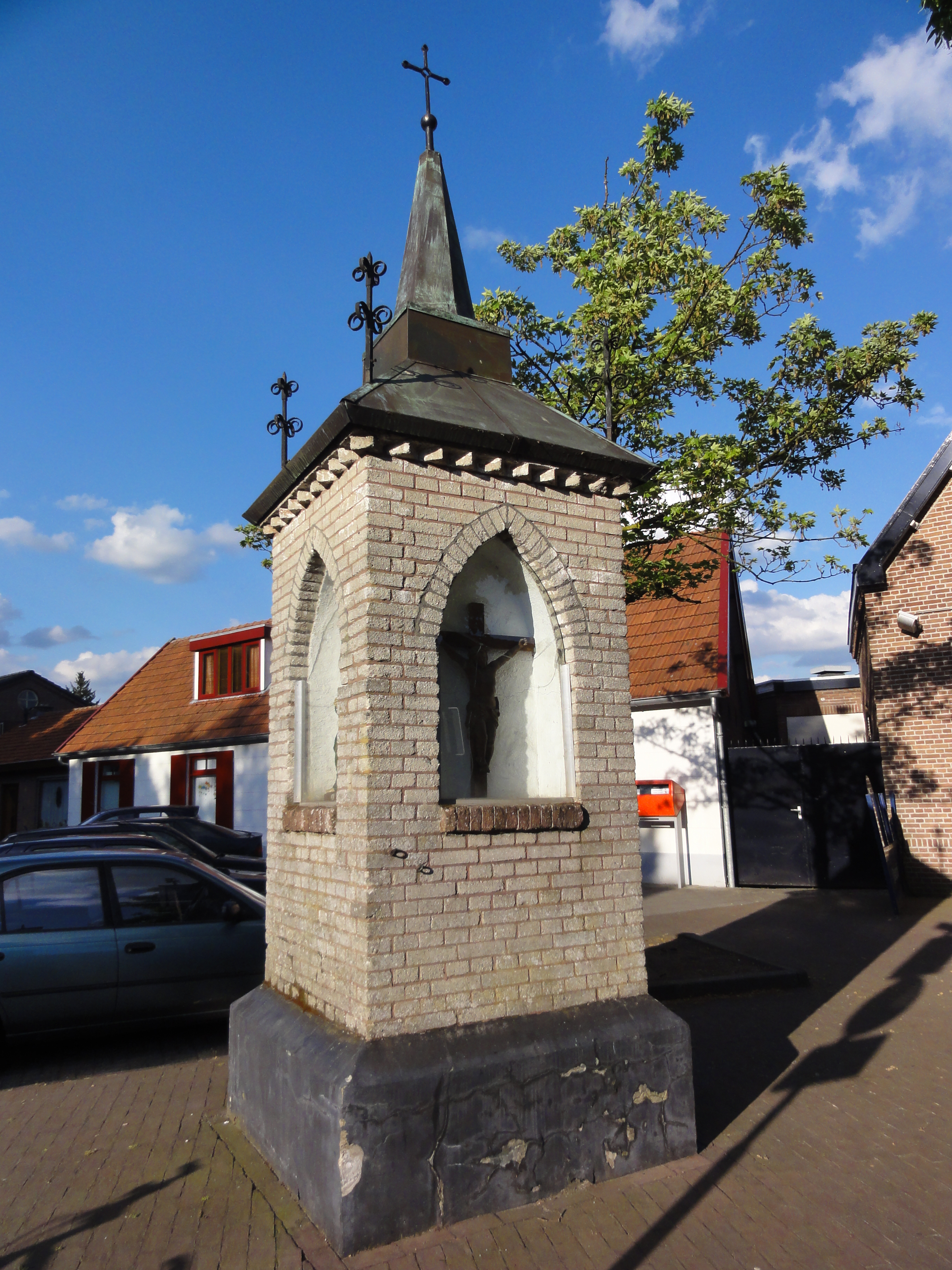
Gemert, Noord-Brabant
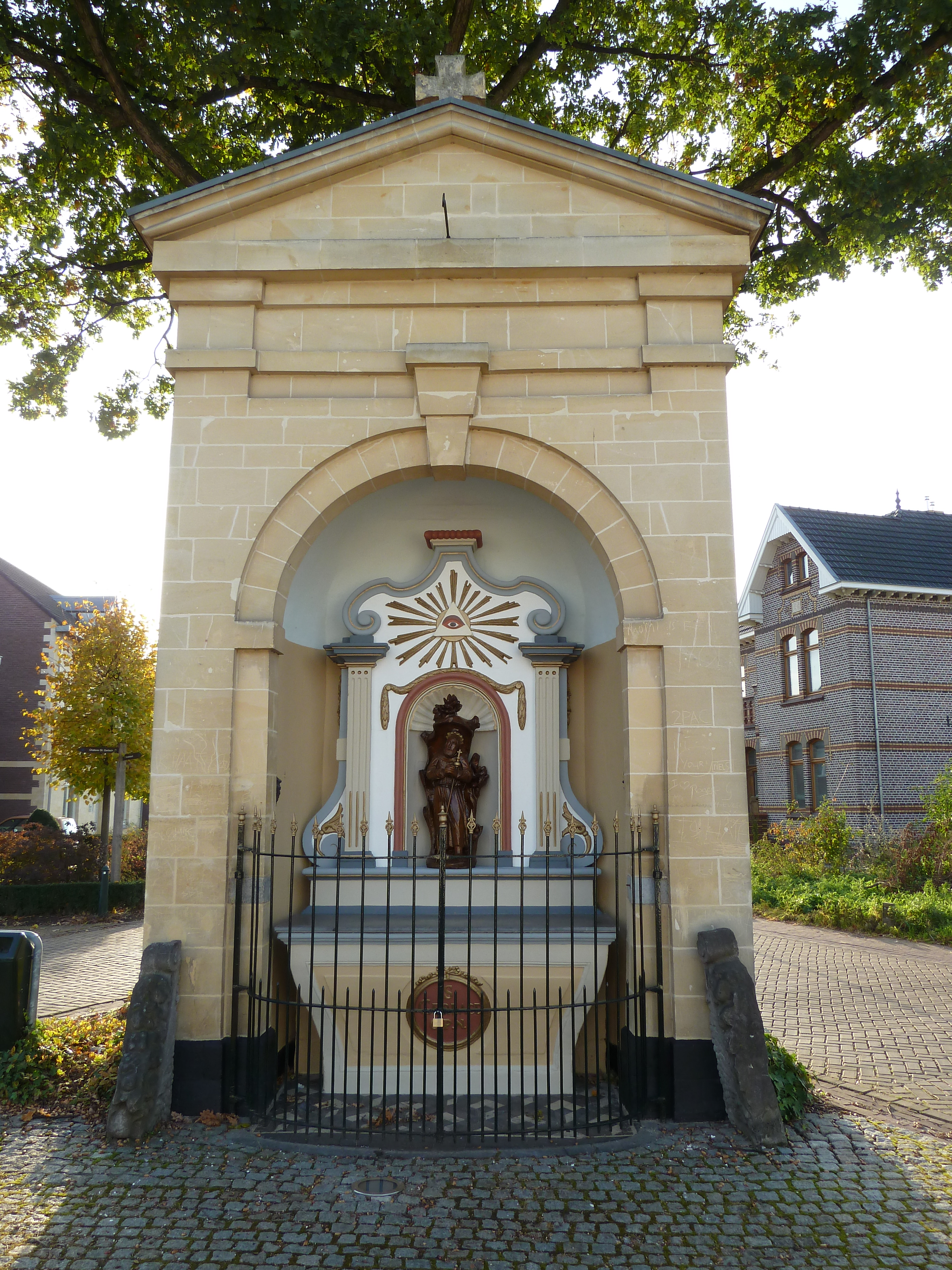
Houthem, Limburg (NL)
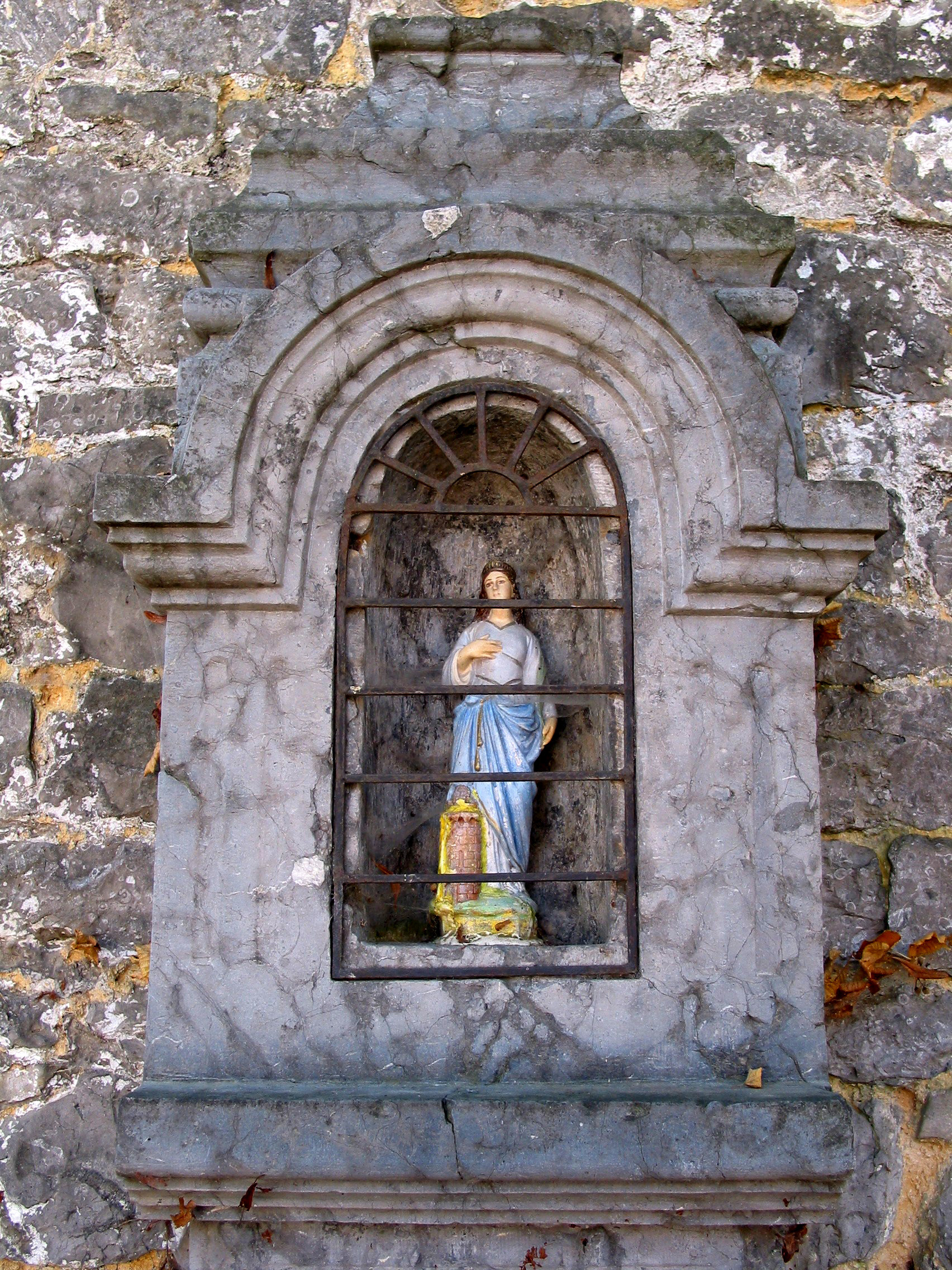
Héron, Luik
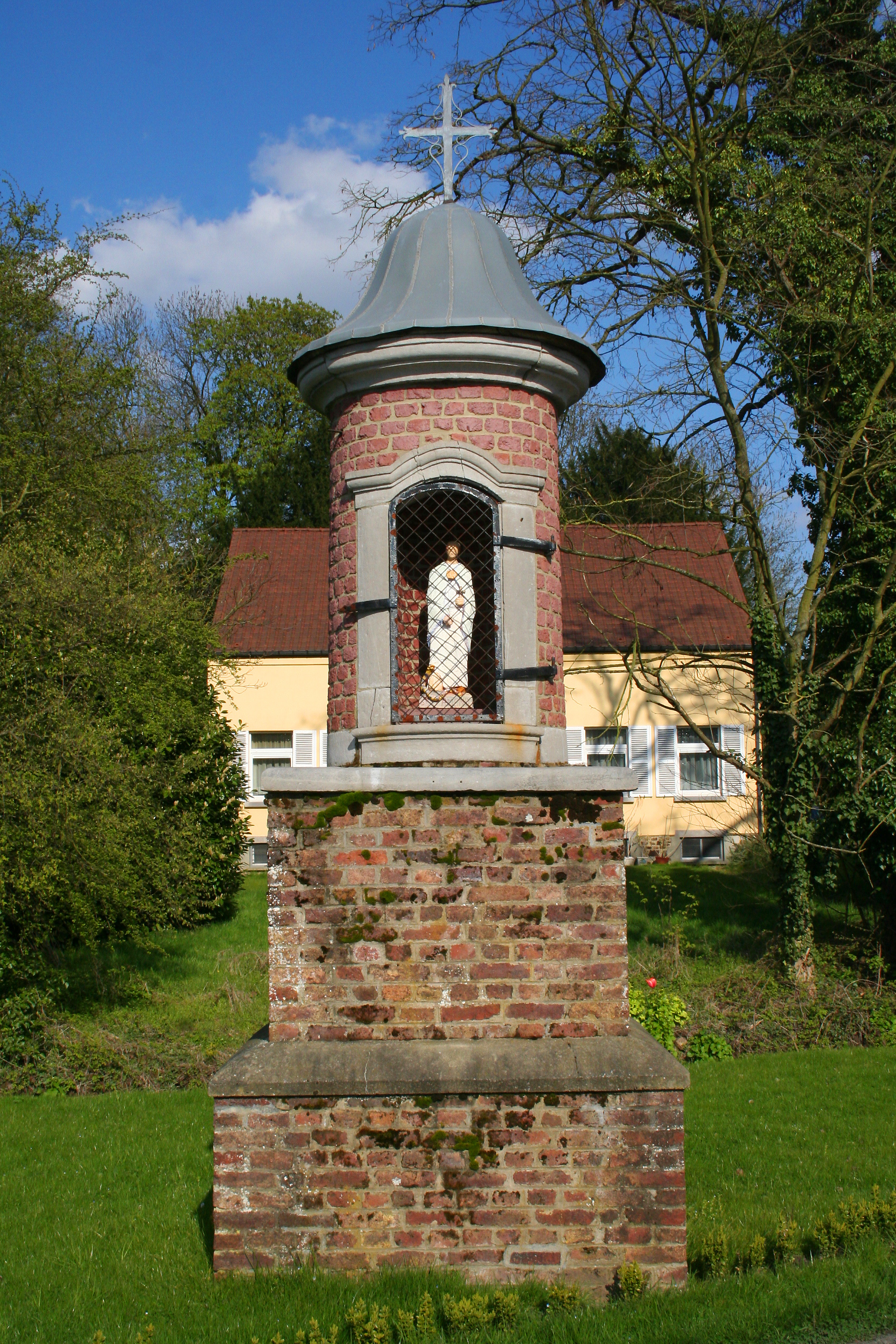
Soye, Namen

### Elders

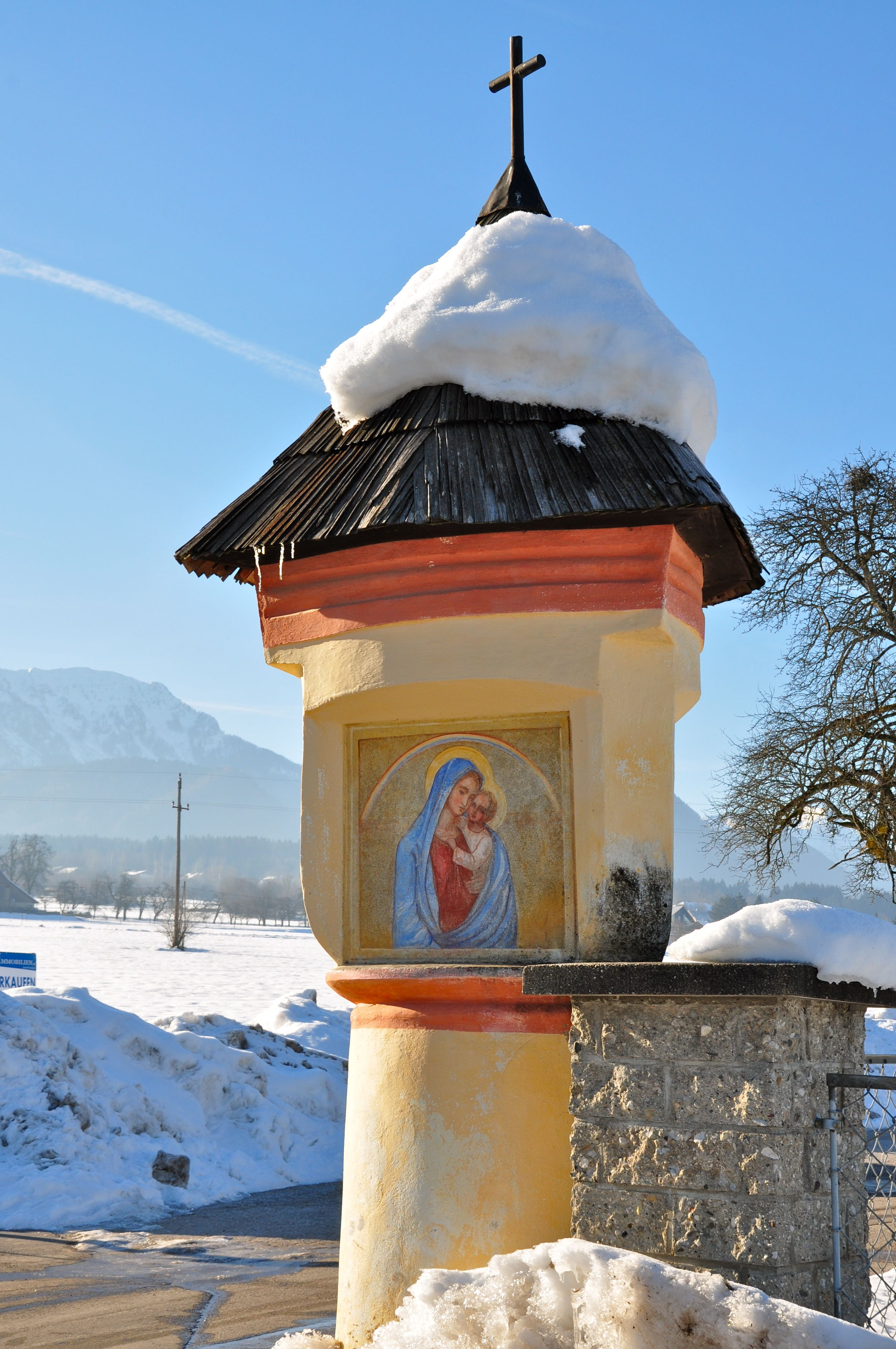
Feistritz, Karinthië
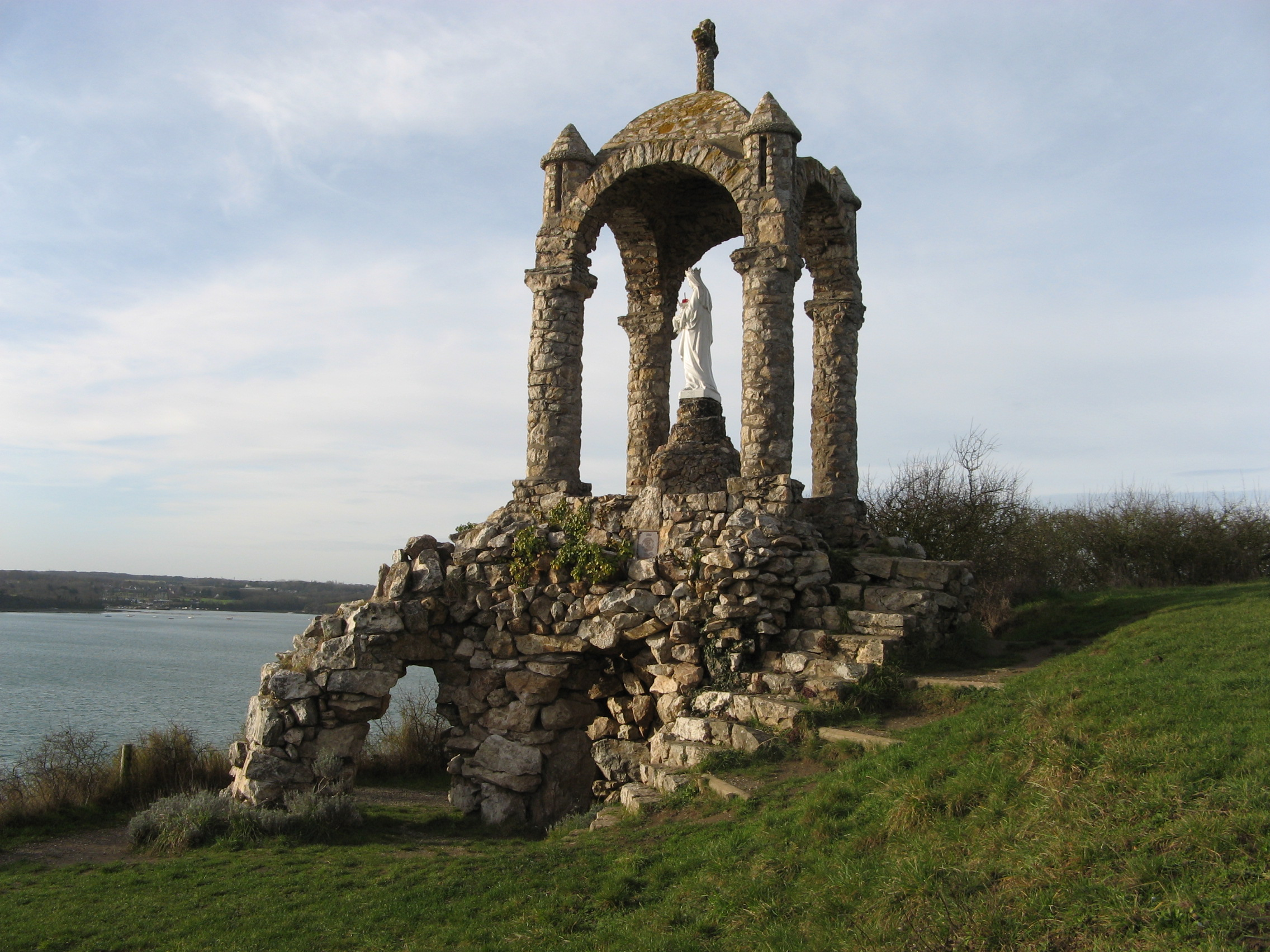
Saint-Suliac, Bretagne
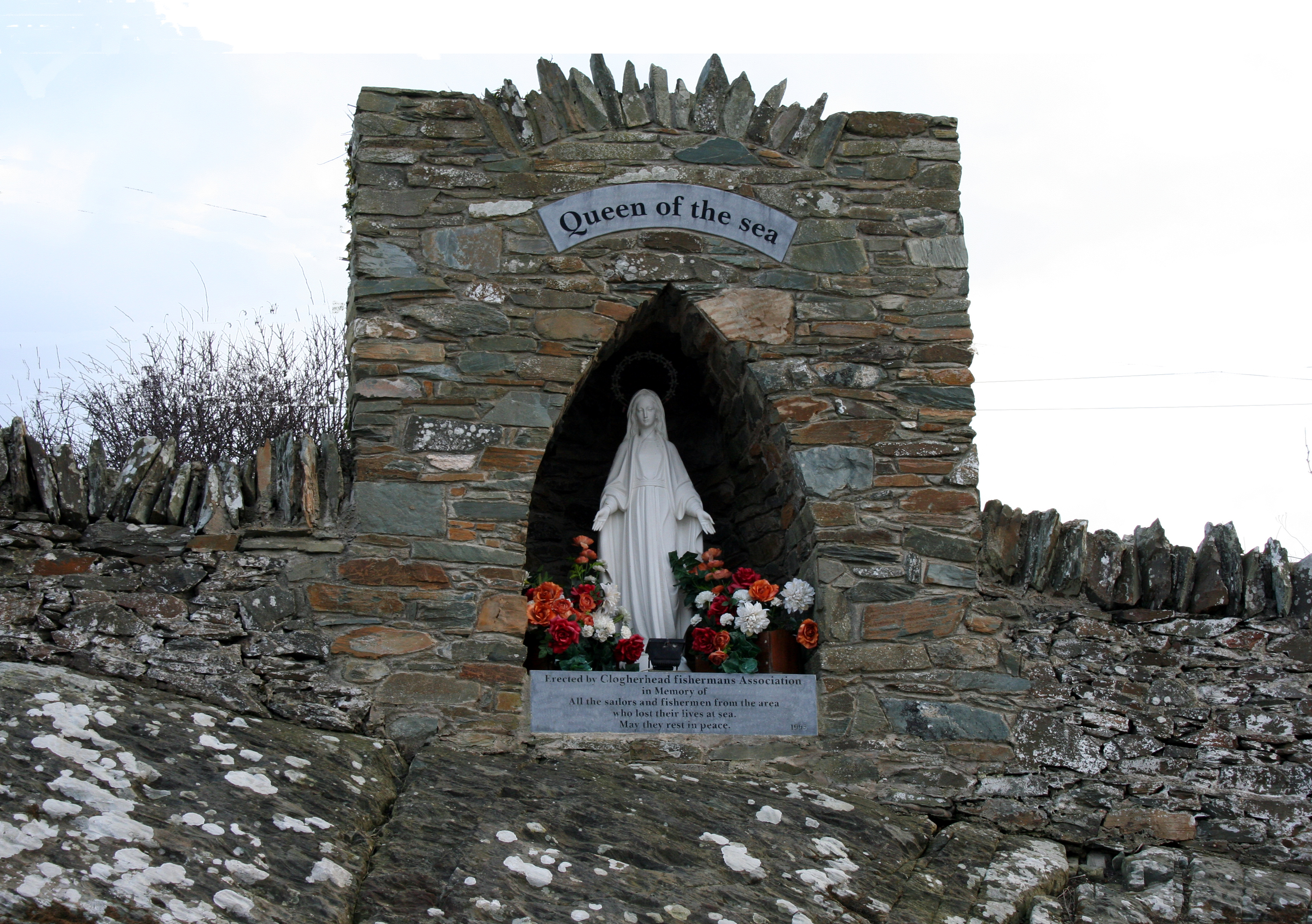
Clogherhead, Ierland
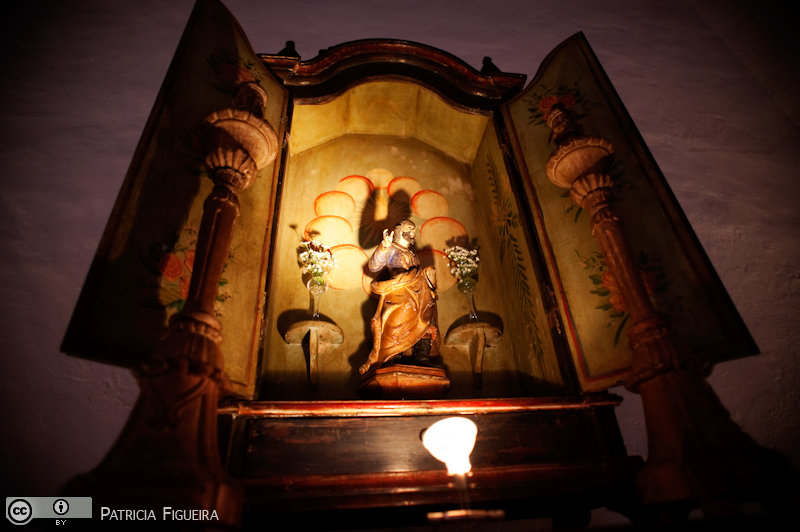
Rio de Janeiro, Brazilië